# Луций Альбиний Патеркул
Лу́ций Альби́ний Пате́ркул (лат. Lucius Albinius Paterculus; умер после 493 года до н. э.) — римский политический деятель из неименитого плебейского рода Альбиниев, народный трибун 493 года до н. э.

## Биография
Луций происходил из незнатного плебейского рода; известно, что его отец носил преномен Гай. Комментатор речей Цицерона Квинт Асконий Педиан упоминает Луция Альбиния с когноменом «Патеркул» (Paterculus).
В 494 году до н. э., после демонстративного ухода плебеев из Рима на Священную гору (т.н. первой сецессии), для защиты политических и социальных прав плебса были введены должности народных трибунов и эдилов. В 493 году до н. э. Альбиний был избран в учреждённую коллегию народных трибунов, куда, кроме него, также вошли Гай Ицилий Руга, Луций Юний Брут, Гай Лициний, Публий Лициний и Луций Сициний Беллут. Консулами в тот год были Постум Коминий Аврунк, воевавший с вольсками, и Спурий Кассий Вецеллин, заключивший союз с латинами.

## Потомки
Потомок Луция Альбиния, Марк Альбиний, первым среди Альбиниев сумел достичь курульных магистратур, в 379 году до н. э. став консулярным трибуном.